# バトルシティー
『バトルシティー』 (BATTLE CITY) は、1985年9月9日にナムコから発売されたファミリーコンピュータ用固定画面シューティングゲーム。
本作は同社によるアーケードゲーム『タンクバタリアン』（1980年）のリメイク作品であり、市街地を舞台に自機の戦車を操作し、司令部を守りながら敵を全滅させる事を目的としたゲームとなっている。開発はナムコが行い、企画は後に同機種のソフト『さんまの名探偵』（1987年）にてシナリオを担当することとなる兵藤岳史、プログラムは後にアーケードゲーム『源平討魔伝』（1986年）を手掛けた大久保良一、音楽は小沢純子、美術はMr.ドットマンこと小野浩が担当している。
他機種移植版は同年に任天堂VS.システム対応としてアーケードに移植。1986年にはMZ-1500、X1、FM-7など日本国内にてパソコンに移植された他、1991年にはゲームボーイに移植され、その移植版が同機種のオムニバスソフト『ナムコギャラリー VOL.1』（1996年）に収録された。2003年には携帯電話アプリゲームとしてiアプリ、Vアプリにて配信された他、バーチャルコンソール対応ソフトとして2007年にWii、2013年にニンテンドー3DS、2014年にWii Uにてそれぞれ配信。また、2024年にアーケードアーカイブスの1作品としてアーケード版の『VS.バトルシティー』がPlayStation 4とNintendo Switchで配信された。
後にリメイク版となるアーケードゲーム『タンクフォース』（1991年）やWindows用オンラインゲーム『タンくる』（2008年）、iOS用ソフト『BATTLE CITY BLITZ』（2012年）がそれぞれ発表されている。

## 概要
『ワープマン』（1985年）同様、ゲーム画面をはじめとするキャラクターのグラフィックが一新され、協力・対戦プレイやパワーアップ要素などゲーム内容が強化された。これらが功を奏し、ファミコンブームを支える中堅タイトルとしてヒットした。
『タンクバタリアン』からの具体的な変更点としては次の6点。
- 1種類のみだったタンクが4種類に増えた
- 地形構造物に、防弾壁・森・川・氷原が追加された
- パワーアップアイテムを取ることでタンクの性能が強化できる
- 2プレイヤーモードが追加
- コンストラクションモードが追加
- スタート時などにBGMが追加（厳密にはMSX版の『タンクバタリアン』が最初である）

## ゲーム内容

### システム
固定画面攻略型、任意4方向に攻撃が可能なシューティングゲーム。十字キーと1ボタンを使用をする（AボタンBボタンともに同じ）。
1Pが黄色、2Pが緑のタンクを動かし、一定数の敵タンクを倒すとステージクリア。自分とそれ以外の撃った弾同士は相殺される。2P時は、味方の弾を受けると一定時間操作不能になる。司令部に攻撃を受けると即ゲームオーバー。また、マップコンストラクションモードがあり、好きなレベルデザインを作って遊ぶことができる（画面の保存は不可能）。
全35面だが、同じマップを流用した「裏面」もプレイできる。裏面は出現する敵がより強くされている上級者向け。
マップの中には、同社のゲーム作品『ギャラクシアン』（1979年）のエイリアン、『ディグダグ』（1982年）のプーカや目変化、『リブルラブル』（1983年）のホブリン、『マッピー』（1983年）のマッピー、といったキャラクターを模したものがある。

### アイテムパネル
4、11、18機目に現れる、赤く点滅するターゲットタンクを倒す（ヘビータンクの場合は1発目を撃ち込む）と出現。内容は完全にランダム。
- スター - マイタンクのパワーアップ。
- 手榴弾 - 取った時に画面上に出現している敵タンクを瞬時に一掃できる。ただし、出現途中の敵タンクには効かず、このアイテムで倒した敵はステージクリア時の集計に入らない。
- タンク - エクステンド。マイタンク（自機）が一機増える。
- スコップ - 一定時間、司令部の周囲のレンガが防弾壁に変わる。司令部の周囲のレンガが破壊されていた場合、このアイテムで復活する。ただし、コンストラクションモードで司令部に離接する壁を防弾壁にしていた場合は薄い防弾壁→一定時間で薄いレンガという順にパワーダウンを起こしてしまう。
- 時計 - 一定時間、敵タンクの動きが止まる。新たに出現した敵は、出現と同時にその場で止まる。
- ヘルメット - 一定時間、マイタンクの周りにバリアが張られ無敵状態になる。バリアは「グロブダー」「リターンオブイシター」と同じバリア。

### 地形
- 平地 - 真っ黒な部分。何もない場所とも言える。タンクも弾も通行可能。
- 森 - タンクも弾も通行可能だが、見えにくくなる。
- 氷原 - タンクも弾も通行可能だが、少しすべる。
- レンガ - タンクを遮る壁。弾も遮るが、弾が当たると削れる。
- 防弾壁 - レンガより強固な壁。スーパータンクにならないと破壊できない。
- 川 - タンクは通ることができないが、弾は通すことができる。
- 司令部 - レンガに囲まれた自軍司令部。ここに一発でも敵味方いずれかの弾が当たるとその瞬間ゲームオーバー。

これらの地形のうち平地以外の地形同士は重なる事は無いので、森林の中にレンガがあったり、レンガの下が氷原だったりと言った事は無い。レンガや防弾壁を破壊するとその下は平地である。

## キャラクター

### マイタンク
自機のこと。アイテムパネルの「スター」を取ると1段階ずつパワーアップする。耐久力は全く増えないので最強状態であっても敵からの攻撃を1度でも食らえば撃破されてしまう。
- ノーマルタンク - 最初の段階のタンク。画面上に1発の弾を発射できる。弾は敵タンクの弾とぶつけることで相殺できる。
- 速射砲タンク - 2段階目。弾が速い。
- 連射砲タンク - 3段階目。さらに2連射になる。
- スーパータンク - 4段階目。弾の威力が上がり、普通では壊せない防弾壁も破壊できる。レンガも通常の倍のスピードで削れる。

### 敵タンク
ヘビータンクを除いて、敵は灰色一色。時々、赤く点滅するターゲットタンクが出現し、これを倒すとアイテムが出る。
- ライトタンク - 雑魚キャラ。1発で破壊可能。
- 装甲車 - 移動スピードがかなり速い。装甲車という名のわりに耐久力はライトタンクと変わらず、1発で破壊可能。
- 速射砲タンク - 弾が速い。1発で破壊可能。
- ヘビータンク - 移動スピードや弾速はライトタンクと同じだが、4発打ち込まないと破壊できない。緑→黄色→鶯色→灰白と打ち込むたびに色が変わる。ターゲットタンクとして出てくる時は、1発目を撃ちこむとアイテムが出る。

## 移植版
| No. | タイトル                    | 発売日                                    | 対応機種                                                          | 開発元                  | 発売元             | メディア                                | 型式                                     | 備考                     | 出典                 |
| --- | --------------------------- | ----------------------------------------- | ----------------------------------------------------------------- | ----------------------- | ------------------ | --------------------------------------- | ---------------------------------------- | ------------------------ | -------------------- |
| 1   | VS.バトルシティー           | 1985年                                    | アーケード                                                        | ナムコ                  | ナムコ             | 業務用基板                              | -                                        | 任天堂VS.システム対応    | -                    |
| 2   | バトルシティー              | 1986年春                                  | MZ-1500                                                           | 電波新聞社              | マイコンソフト     | クイックディスク                        | -                                        | -                        | -                    |
| 3   | バトルシティー              | 1986年春                                  | X1                                                                | 電波新聞社              | マイコンソフト     | カセットテープ フロッピーディスク       | CT:DP-3203158                            | -                        | -                    |
| 4   | バトルシティー              | 1986年11月                                | FM-7                                                              | 電波新聞社              | マイコンソフト     | カセットテープ フロッピーディスク       | -                                        | -                        | -                    |
| 5   | バトルシティー              | 1991年8月9日                              | ゲームボーイ                                                      | ノバ                    | ノバ               | 256キロビットロムカセット               | DMG-BCA                                  | -                        | -                    |
| 6   | ナムコギャラリー VOL.1      | 1996年7月21日                             | ゲームボーイ                                                      | ナムコ                  | ナムコ             | 4メガビットロムカセット                 | DMG-ANGJ-JPN                             | -                        | -                    |
| 7   | バトルシティー              | 2003年                                    | iアプリ                                                           | ナムコ                  | ナムコ             | ダウンロード （ナムコ・ゲームス）       | -                                        | -                        | -                    |
| 8   | バトルシティー              | 2003年5月14日                             | J-スカイ （Javaアプリ）                                           | ナムコ                  | ナムコ             | ダウンロード （ナムコ・ゲームス）       | -                                        | -                        | [ 3 ] [ 4 ]          |
| 9   | スターフォックス アサルト   | 2005年2月14日 2005年2月24日 2005年4月29日 | ゲームキューブ                                                    | ナムコ                  | 任天堂             | GC用8センチ光ディスク                   | DOL-GF7E-USA DOL-P-GF7J-JPN DOL-GF7P-EUR | ボーナスゲームとして収録 | -                    |
| 10  | バトルシティー              | 2007年9月4日                              | Wii                                                               | バンナム                | バンナム           | ダウンロード （バーチャルコンソール）   | FCOJ                                     |                          | [ 5 ] [ 6 ] [ 7 ]    |
| 11  | BATTLE CITY BLITZ           | 2012年2月2日                              | iPhone iPod touch iPad (iOS)                                      | バンナム                | バンナム           | ダウンロード                            | -                                        | リメイク版               | [ 8 ]                |
| 12  | バトルシティー              | 2013年7月31日                             | ニンテンドー3DS                                                   | バンナム                | バンナム           | ダウンロード （バーチャルコンソール）   | TDFJ                                     |                          | [ 9 ]                |
| 13  | バトルシティー              | 2014年7月9日                              | Wii U                                                             | バンナム                | バンナム           | ダウンロード （バーチャルコンソール）   | -                                        |                          | [ 10 ] [ 11 ] [ 12 ] |
| 14  | ナムコットコレクション      | 2020年6月18日                             | Nintendo Switch                                                   | B.B.スタジオ M2         | バンナム           | Switch専用ゲームカード ダウンロード     | -                                        |                          | -                    |
| 15  | NAMCO MUSEUM ARCHIVES Vol.2 | INT 2020年6月18日                         | Nintendo Switch（日本国外） PlayStation 4 Xbox One Windows(Steam) | B.B.スタジオ M2         | バンナム           | ダウンロード                            | -                                        |                          | -                    |
| 16  | バトルシティー              | 2021年1月26日                             | Windows                                                           | バンナム                | D4エンタープライズ | ダウンロード (プロジェクトEGG)          | -                                        | 2021年9月30日配信終了    | [ 14 ] [ 15 ] [ 16 ] |
| 17  | VS.バトルシティー           | 2024年9月12日                             | PlayStation 4 Nintendo Switch                                     | ハムスター （移植担当） | ハムスター         | ダウンロード （アーケードアーカイブス） | -                                        | アーケード版の移植       | [ 17 ] [ 18 ]        |

MZ-1500版
全84面とステージ数が大幅に増加。
『グロブダー』（1984年）に登場する「イエローハイパータンク」が敵キャラクターとして出現する。
イシター、グロブダー、プーカなどの隠れキャラクターが出現する。
『パックランド』（1984年）のブリンキー、セガの『トランキライザーガン』（1980年）を模したステージなどもある。
ゲームボーイ版
全50面（ステージセレクトは35面まで）、マップコンストラクションモードが無いが、通信ケーブルを使った対戦が可能。ファミコンのマップをそのまま流用しているため、画面サイズが足りないのでスクロールさせなければならない。ただしレーダーで敵タンクの位置を確認できる工夫がされている。
ゲームボーイ『ナムコギャラリー VOL.1』版
ノバ製とは別物の新規作りおろし。ノーマルモードとFIXモードの2モードがあり、ノーマルモードはノバ版と同じく画面スクロール＋レーダー式。FIXモードはキャラクターを小さくしたかわりに全体像が2画面で見られる。つまり、ファミコン版と同じ画面構成で遊べる。36ステージ以降はオリジナル面が用意されている。スーパーゲームボーイ対応。
ニンテンドーゲームキューブ版
『スターフォックス アサルト』（2005年）にファミリーコンピュータ版をそのまま収録している。
PlayStation 4 / Nintendo Switch版（アーケードアーカイブス）
アーケード用タイトル「VS. バトルシティー」の移植。「こだわり設定」ではキャラクターが重なった時の見え方を原作と同じにする「原作と同じキャラクター描画」、獲得したスコア数値がプレイ中画面に表示されるようにする「スコア表示」といった設定が可能。また、原作では999,900点までだったスコアの上限が本作では999,900点を超えてもスコアを計算し続け、最大9,999,000点までをオンラインランキングへ登録できるようになった。なお、前述の「スコア表示」の設定をオンにしていると1,000,000点以降も表記される。

## スタッフ
ファミリーコンピュータ版
- 企画：兵藤岳史
- プログラム：大久保良一
- 音楽：小沢純子
- 美術 : 小野浩

ゲームボーイ版
- メイン・プログラム：谷口蛙
- サブ・プログラム：DRUMMNG K.ODA
- SIOプログラム：TANISAN、谷口蛙
- マップ・デザイン：谷口蛙、DRUMMING K.ODA
- グラフィック・デザイン：谷口蛙、DRUMMING K.ODA、竹矢吉孝
- サウンド：NORIRIN（富樫則彦）
- VSゲーム・デザイン：谷口蛙、DRUMMING K.ODA、竹矢吉孝

## 評価
| 項目 | キャラクタ | 音楽 | 操作性 | 熱中度 | お買得度 | オリジナリティ | 総合 |
| 得点 | 2.9        | 2.9  | 3.1    | 3.2    | 3.2      | 2.9            | 18.1 |

ゲームボーイ版
ゲーム誌『ファミコン通信』の「クロスレビュー」では、合計24点（満40点）、『ファミリーコンピュータMagazine』の読者投票による「ゲーム通信簿」での評価は別記の通り18.1点（満30点）となっている。また、1998年に刊行されたゲーム誌『超絶 大技林 '98年春版』（徳間書店）では、「2人対戦プレイは白熱すること間違いなしだ」と紹介されている。